# كريستين سليث-وين
كريستين سليث-وين (من مواليد 10 أغسطس 1961) هي لاعبة حواجز كندية. شاركت في سباق 400 متر حواجز للسيدات في دورة الألعاب الأولمبية الصيفية عام 1988. 

## روابط خارجية
- كريستين سليث-وين على موقع الاتحاد الدولي لألعاب القوى (الإنجليزية)
- كريستين سليث-وين على موقع الاتحاد الكندي لألعاب القوى (الإنجليزية)
- كريستين سليث-وين على موقع اللجنة الأولمبية الدولية (الإنجليزية)
- كريستين سليث-وين على موقع أوليمبيديا (الإنجليزية)
- كريستين سليث-وين على موقع اللجنة الأولمبية الكندية (الإنجليزية)